# Mokronos (Grande-Pologne)
Pour les articles homonymes, voir Mokronos.
Mokronos (prononciation : [mɔˈkrɔnɔs]) est un village polonais de la gmina de Koźmin Wielkopolski dans le powiat de Krotoszyn de la voïvodie de Grande-Pologne dans le centre-ouest de la Pologne.
Il se situe à environ 9 kilomètres à l'ouest de Koźmin Wielkopolski (siège de la gmina), à 15 kilomètres au nord-ouest de Krotoszyn (siège du powiat) et à 73 kilomètres au sud-est de Poznań (capitale régionale).
Le village possédait une population de 800 habitants en 2006.

## Histoire
De 1975 à 1998, le village faisait partie du territoire de la voïvodie de Kalisz.

Depuis 1999, Mokronos est situé dans la voïvodie de Grande-Pologne.